# Ахмед Васім Разік
Ахмед Васім Разік (нім. Ahmed Waseem Razeek / бенг. আহমেদ ওয়াসিম রাজিক; нар. 13 вересня 1994, Берлін, Німеччина) — німецький та ланкійський футболіст, півзахисник клубу «Апкаунтрі Лайонз» та національної збірної Шрі-Ланки.

## Клубна кар'єра

### Ранні роки
Ахмед Васім народився 1994 року в Берліні, в сім'ї ланкійських іммігрантів. Має двох молодших братів Мохамед і Мушакір, які грають у футбол на аматорському рівні. Розпочав грати у футбол за «Рот-Вайс» (Нойкельн), а потім перейшов до молодіжної програми «Уніон (Берлін)» транзитом через «Тасманія Групюсштадт» і «Теніс Боруссія».

### «Уніон» (Берлін)
У сезоні 2012/13 років дебютував за «Уніон II» (Берлін), який грав у Регіональній лізі «Північний-Схід». Завершив сезон одним голом у шести матчах. У сезоні 2013/14 років тренувався по черзі з першою і другою командами. За резервну команду знову відзначився одним голом у шесьт матчах. Підписав професіональний контракт на сезон 2013/14 років і дебютував у професіональному футболу 19 квітня 2014 року, коли був замінений Крістофером Квірінгом у матчі Другої Бундесліги проти «Карлсруе». Цей матч виявився для Ахмеда єдиним першу команду, оскільки решту матчів у сезоні 2014/15 років провів за другу команду. Завершив сезон з 5-ма голами у 21-му матчі. Це був останній для Ахмеда сезон в «Уніон II». Керівництво «Уніона» вирішило розформувати свою другу команду.

### «Магдебург»
Разік підписав 2-річний контракт «Магдебургом», який щойно вийшов до Третьої ліги Німеччини. За нову команду дебютував 24 липня 2015 року в поєдинку проти «Рот-Вайсу» (Ерфурт). 16 серпня 2015 року був вилучений з поля в поєдинку проти «Галлешера» після того як отримав другу жовту картку. Завершив сезон 2015/16 років з двома голами в 23-ох матчах, а в сезоні 2016/17 років відзначився двома голами в 13 матчах.

### «Рот-Вайс (Ерфурт)»
У сезоні 2017/18 років виступав за «Рот-Вайс» (Ерфурт), у футболці якого відзначився 3-ма голами в 30-ти поєдинках.

### «Берлін Атлетик»
Незадовго до початку сезону 2019/20 років Разік приєднався до клубу Регіоналлізі Північний-Схід «Берлін Атлетик». Протягом одного сезону в клубі провів 12 матчів у чемпіонаті, в яких відзначився трьома голами.

## Кар'єра в збірній
Дебютував за національну збірну 19 листопада 2019 року в поєдинку кваліфікації чемпіонату світу 2022 року проти Туркменістану.
Відзначився двома голами 5 червня 2021 року в матчі кваліфікації чемпіонату світу 2022 року проти Лівану.

## Статистика виступів

### Клубна
| Клуб                              | Сезон              | Ліга                          | Ліга  | Ліга | Кубок | Кубок | Загалом | Загалом | Пос.   |
| Клуб                              | Сезон              | Ліга                          | Матчі | Голи | Матчі | Голи  | Матчі   | Голи    | Пос.   |
| --------------------------------- | ------------------ | ----------------------------- | ----- | ---- | ----- | ----- | ------- | ------- | ------ |
| «Уніон II» (Берлін)               | 2012–13            | Регіоналліга «Північний-Схід» | 6     | 1    | —     | —     | 6       | 1       | [ 1 ]  |
| «Уніон II» (Берлін)               | 2013–14            | Регіоналліга «Північний-Схід» | 6     | 1    | —     | —     | 6       | 1       |        |
| «Уніон II» (Берлін)               | 2014–15            | Регіоналліга «Північний-Схід» | 21    | 5    | —     | —     | 21      | 5       | [ 4 ]  |
| «Уніон II» (Берлін)               | Загалом            | Загалом                       | 33    | 7    | —     | —     | 33      | 7       | —      |
| «Уніон» (Берлін)                  | 2013–14            | Друга Бундесліга              | 1     | 0    | 0     | 0     | 1       | 0       |        |
| «Магдебург»                       | 2015–16            | Третя ліга Німеччини          | 23    | 2    | —     | —     | 23      | 2       |        |
| «Магдебург»                       | 2016–17            | Третя ліга Німеччини          | 13    | 2    | —     | —     | 13      | 2       | [ 9 ]  |
| «Магдебург»                       | Totals             | Totals                        | 36    | 4    | —     | —     | 36      | 4       | —      |
| «Рот-Вайс» (Ерфурт)               | 2017–18            | Третя ліга Німеччини          | 29    | 3    | 1     | 0     | 30      | 3       | [ 10 ] |
| Загалом за кар'єру                | Загалом за кар'єру | Загалом за кар'єру            | 99    | 14   | 1     | 0     | 100     | 14      | —      |
| Останнє оновлення: 1 вересня 2018 |                    |                               |       |      |       |       |         |         |        |

### У збірній
Станом на 5 червня 2021
| Національна збірна | Рік     | Матчі | Голи |
| ------------------ | ------- | ----- | ---- |
| Шрі-Ланка          | 2019    | 1     | 0    |
| Шрі-Ланка          | 2020    | 2     | 0    |
| Шрі-Ланка          | 2021    | 1     | 2    |
| Загалом            | Загалом | 4     | 2    |

| № | Дате          | Стадіон                    | Суперник | Рахунок | Результат | Змагання                                |
| - | ------------- | -------------------------- | -------- | ------- | --------- | --------------------------------------- |
| 1 | 5 червня 2021 | Коян, Коян, Південна Корея | Ліван    | 1–0     | 2–3       | кваліфікація чемпіонату світу 2022 року |
| 2 | 5 червня 2021 | Коян, Коян, Південна Корея | Ліван    | 2–3     | 2–3       | кваліфікація чемпіонату світу 2022 року |